# Virginia Stablum
Virginia Stablum (Trento, 17 de febrero de 1998) es una modelo y reina de belleza italiana, ganadora de Miss Universo Italia 2022. Representó al país trasalpino en Miss Universo 2022.

## Biografía
Es de origen nigeriano por parte paterna y de ascendencia alemana por el lado materno. Se graduó en el Liceo Lingüístico de Trento Sophie M. Scholl y comenzó sus estudios de ciencias de la comunicación en la Universidad de Verona. Vivió también en otras partes de Italia, como Madonna di Campiglio.
Stablum apareció en el programa de citas Uomini e donne, donde conoció a Nicolò Brigante. Antes del programa, salió con el deportista Ignazio Moser. En julio de 2018, Stablum salió con Daniele Carretta. Ese mismo mes visitó Forte dei Marmi, en Lucca (Toscana).
Como modelo, Stablum ha trabajado no sólo en Italia, sino también en París, Barcelona y Nueva York.

## Carrera
El 11 de junio de 2017, Stablum compitió con otras 50 candidatas a Miss Mundo Italia 2017 en el Teatro de Roma en Gallipoli. Terminó en el Top 5 y ganó el premio Miss World Cover Girl 2017.
El 18 de septiembre de 2022, Stablum representó a Trentino-Alto Adigio en el concurso Miss Universo Italia 2022 en Lo Smeraldo Ricevimenti di Lusso en Canosa di Puglia, donde ganó el título y fue sucedida por Caterina Di Fuccia. Representó a Italia en Miss Universo 2022, donde no logró clasificar al Top 16 de cuartofinalistas.